# Prefettura di Haute-Kotto
La prefettura di Haute-Kotto è una delle quattordici prefetture della Repubblica Centrafricana. Si trova nella parte centro-orientale del paese. La sua capitale è Bria.